# حيوانات في مهمة سرية
حيوانات في مهمة سرية (بالإنجليزية: Spycies)‏ هو فيلم كوميدي أُصدر في الصين سنة 2020. الفيلم من إخراج غيوم إيفرنيل.

## طاقم التمثيل
- كيرك ثورنتون
- دينو أندرادي
- سالي سافيوتي
- كارين ستراسمان
- جيميسون برايس
- ديبي ديبيري
- باربرا غودسن

## القصة
يذهب فلاديمير وهيكتور في مهمة سرية، حيث تُسرق معلومات شديدة السرية من قبل مجهولين ويصبح على الزميلان التعاون معًا لإنجاح المهمة والوصول للمجهولين قبل فوات الأوان.

## وصلات خارجية
- حيوانات في مهمة سرية على موقع IMDb (الإنجليزية)
- حيوانات في مهمة سرية على موقع روتن توميتوز (الإنجليزية)
- حيوانات في مهمة سرية على موقع قاعدة بيانات الأفلام العربية
- حيوانات في مهمة سرية على موقع ألو سيني (الفرنسية)
- حيوانات في مهمة سرية على موقع قاعدة بيانات الأفلام السويدية (السويدية)
- حيوانات في مهمة سرية على موقع قاعدة بيانات الفيلم (الإنجليزية)
- حيوانات في مهمة سرية على موقع ليتربوكسد (الإنجليزية)
- حيوانات في مهمة سرية على موقع كينوبويسك (الروسية)